# Nebuchadnezzar (trò chơi điện tử)
Nebuchadnezzar là tựa game xây dựng thành phố được Nepos Games phát triển và phát hành cho Windows và Linux vào ngày 3 tháng 12 năm 2020. Game lấy bối cảnh diễn ra ở Lưỡng Hà cổ đại. Trò chơi này đã được so sánh với dòng game City Building của hãng Impressions Games, đặc biệt là phần thứ tư Pharaoh.

## Lối chơi
phần chơi chiến dịch của game này giao nhiệm vụ cho người chơi xây dựng một số thành phố ở Lưỡng Hà cổ đại như Ur, Nineveh và Babylon.

## Phát hành
Nebuchadnezzar được công bố vào ngày 2 tháng 11 năm 2019 và phát hành vào năm 2020. Ngày 19 tháng 11 năm 2020, trò chơi bị trì hoãn đến ngày 17 tháng 2 năm 2021. Một chiến dịch DLC mang tên The Adventures of Sargon được phát hành vào ngày 7 tháng 2 năm 2023.

## Đón nhận
Nebuchadnezzar nhận được đánh giá "trái chiều hoặc trung bình" theo trang web tổng hợp đánh giá Metacritic.
Rick Lane của PC Gamer tóm lược như sau: "Tôi thích rất nhiều thứ mà Nebuchadnezzar làm, từ cách trình bày tuyệt vời đến mô phỏng thành phố rất năng động. Nhưng các hệ thống cốt lõi hiện quá nghiêm khắc và khắc khổ so với lợi ích của việc xây dựng thành công thành phố của bạn. Những game tương tự như Anno 1800 và Dyson Sphere Program mang lại những phần thưởng hoành tráng hơn, ngoạn mục hơn với ít sự thất vọng hơn. Nebuchadnezzar không thiếu đẳng cấp nhưng cần tăng cường yếu tố vui nhộn".
Nate Crowley của Rock Paper Shotgun chỉ trích việc thiếu nội dung: "Có đền thờ, nhưng không có tôn giáo. Không có giải trí. Không có chiến tranh. Không có bệnh tật. Thậm chí không có cả thuế nữa. Phải thừa nhận rằng cũng không có hỏa hoạn hay tội phạm, và tôi cũng không bỏ lỡ yêu cầu spam các tòa nhà không có mục đích để ngăn chặn những thảm họa nhỏ bé, liên tục. Nhưng nhìn chung, điều đó khiến bạn càng vui hơn khi có tượng đài để tùy chỉnh, bởi vì ngoài điều đó ra, tất cả chỉ là việc lập kế hoạch kho hàng mà thôi".
Matt Wales của Eurogamer đã mô tả phần chơi chiến dịch trong game: "Sau đó, có sự lặp lại vốn có của mỗi nhiệm vụ trong phần chơi chiến dịch, yêu cầu người chơi thực hiện các bước cũ và nhiều hơn một chút mỗi lần để đạt được mục tiêu của mình. Tuy nhiên, đối với tôi, đó là một phần của sự hấp dẫn, và tôi đã phải đấu tranh để thoát khỏi những chu kỳ quen thuộc nhẹ nhàng của Nebuchadnezzar và sự mày mò về hậu cần trong tuần này, vui vẻ mất hàng giờ để theo nhịp mở rộng nhẹ nhàng của nó."
Tại Lễ trao Giải Trò chơi của năm ở Séc năm 2021, Nebuchadnezzar đã giành được giải thưởng Giải pháp Công nghệ Hay nhất.